# غدا يوم آخر (فلم)
غدا يوم آخر هو فيلم مصري عرض عام 1961، بطولة هند رستم وأحمد مظهر وعماد حمدي وزهرة العلا، ومن إخراج ألبير نجيب.

## قصة الفيلم
أحمد ورأفت يحبان ليلى منذ فترة، ولكن أحمد يسبقه في الزواج منها، ينجبان طفلة، وتمر السنوات، تنتظر خلالها منى أخت أحمد أن يحس بها رأفت، يحدث العدوان الثلاثي، ويستدعى أحمد للدفاع عن الوطن، وتأتي الأخبار بموته. تنتظره طويلًا، وتمر خمس سنوات، يتقارب فيها ليلى ورأفت ويقررا الزواج ثم يعود أحمد فيشك بوجود علاقة بين رأفت وزوجته فيقتل رأفت وتتوالى الأحداث.

## طاقم التمثيل
- هند رستم: (ليلى)
- أحمد مظهر: (رأفت)
- عماد حمدي: (أحمد)
- زهرة العلا: (منى)
- محمود المليجي: (وكيل النيابة)
- عبد الرحيم الزرقاني: (المحامي)
- زكريا سليمان: (الطبيب)
- إكرام عزو: (طفلة)
- وزة: (طفلة)
- أحمد لوكسر: (ضابط)
- قدرية كامل : (الخادمة)
- عبد المنعم إسماعيل: (البوسطجي)
- عبد الحميد بدوي: (الجواهرجي)
- أنور مدكور: (القاضي)
- عبد العظيم شعلان

## فريق العمل
- إخراج: ألبير نجيب
- قصة وحوار: حسن توفيق
- سيناريو: ألبير نجيب، حسن توفيق
- مدير التصوير: عبد العزيز فهمي
- مونتاج: مصطفى مختار
- إنتاج: شركة الشرق للإنتاج
- توزيع: شركة الشرق للتوزيع